# قلعة وولمر
قلعة وولمر هي حصن عسكري، بناه هنري الثامن في وولمر، كِنت، بين عامي 1539 و1540. شكّل الحصن جزءًا من سلسلة الحصون التي بنيت للحماية من غزو مملكة فرنسا والإمبراطورية الرومانية المقدسة، ودفاعًا عن مرسى داونز الذي يقع قبالة الساحل الإنجليزي ويتمتع بأهمية استراتيجية. غطت القلعة الحجرية ذات الخندق المائي والمتضمنة سجن وأربع زوايا محصنة مستديرة، مساحة قدرها 0.61 فدانًا (0.25 هكتارًا)، واشتملت على 39 موقعًا لإطلاق النار في المستويات العليا من الحصن. كلف الحصن التاج البريطاني ما مجموعه 27,092 جنيهًا إسترلينيًا لبناء القلاع الثلاث: وولمر وسانداون وديل، الواقعة بجوار بعضها على طول الساحل والمتصلة بسواتر ترابية. انقضى التهديد بالغزو الذي لأجله بنيت القلعة بالدرجة الأولى، ولكن استولى الفرسان المؤيدون للملكيّة (الملكيّون) على وولمر خلال الحرب الأهلية الإنجليزية الثانية بين عامي 1649-1648، ولم تتمكن قوات الرؤوس المستديرة (البرلمانيون) من استردادها إلا بعد عدة أشهر من القتال.
أصبحت وولمر في القرن الثامن عشر، المقر الرسمي لصاحب منصب اللورد ووردن أوف سينك بورتس، وعُدّلت تدريجيًا من حصن عسكري إلى مسكن خاص. عُيّن العديد من رؤساء الوزراء والسياسيين البارزين في منصب اللورد ووردن، من بينهم ويليام بيت، دوق ولنغتون واللورد غرانفيل، وأجروا تعديلات على أجزاء من القلعة وحولوها إلى مساحات للعيش وأنشأوا حدائق واسعة حول الممتلكات. مع حلول عام 1904، وافق المكتب الحربي على انتفاء الفائدة العسكرية لقلعة وولمر، ونُقلت ملكيتها إلى وزارة الأشغال. واصل المتعاقبون على منصب اللورد ووردن استخدام القلعة وفُتحت كذلك للعامة. لم تعد قلعة وولمر مسكنًا حديثًا مريحًا خصوصًا، ومع ذلك، عزا اللورد جورج كرزون الحالة السيئة للقلعة إلى وفاة زوجته ماري في عام 1906.
تعاقب على منصب اللورد ووردن منذ الحرب العالمية الثانية كل من ونستون تشرشل وروبرت منزيس والملكة إليزابيث (الملكة الأم)، إلا أنهم استخدموا قلعة وولمر بشكل متقطع فقط. أُدرجت القلعة كمنطقة جذب سياحي ضمن هيئة التراث الإنجليزي في القرن الحادي والعشرين. ويعرض الجزء الداخلي للقلعة مجموعة من الأشياء والصور التاريخية المرتبطة بالملكيّة وبلوردات ووردن، وهي محمية منذ القرن التاسع عشر بموجب تشريعات خاصة. تشمل الأراضي حديقة الملكة الأم التي صممتها بينيلوب هوبهاوس كهدية عيد ميلاد الملكة إليزابيث الخامس والتسعين في عام 1997.

## تاريخ

### القرن السادس عشر
بنيت قلعة وولمر للدفاع عن الساحل الإنجليزي من هجوم مملكة فرنسا والإمبراطورية الرومانية المقدسة في السنوات الأخيرة من حكم الملك هنري الثامن. ترك التاج البريطاني مهمة الدفاعات الساحلية للوردات والمجتمعات المحلية، ولم يقم سوى بدور متواضع تمثّل في بناء التحصينات وصيانتها، بقيت مملكة فرنسا والإمبراطورية في صراع وكانت الغارات البحرية شائعة حينها، إلا أن الغزو الفعلي لإنجلترا بدا غير مرجَّح. تمحورت الدفاعات المتواضعة حول حصون وأبراج بسيطة في الجنوب الغربي وعلى طول ساحل ساسكس، بينما تمركزت الأعمال الأكثر إثارة للإعجاب في شمال إنجلترا، وكانت التحصينات عمومًا محدودة للغاية من حيث الحجم.
في عام 1533، أنهى هنري علاقته مع البابا بولس الثالث من أجل إبطال الزواج من زوجته كاثرين الأراغونية الذي دام طويلًا، والزواج مرة أخرى. كانت كاثرين عمة الإمبراطور الروماني المقدس كارل الخامس الذي اعتبر إبطال الزواج بمثابة إهانة شخصية. أدى ذلك إلى إعلان مملكة فرنسا والإمبراطورية تحالفًا ضد هنري في عام 1538، وشجع البابا البلدين على مهاجمة إنجلترا. بدا غزو إنجلترا مؤكدًا. فأصدر هنري ردًا على ذلك في عام 1539، أمرًا يسمى «الحصن» يعطي تعليمات «بالدفاع عن المملكة وقت الغزو» وبناء الحصون على طول الساحل الإنجليزي.
أنشئ كل من حصن وولمر والقلاع المجاورة: ديل وسانداون لحماية مرسى داونز في شرق كِنت، وهو مرسى مهم شكلته المياه الضحلة (غودوين ساندس)، ما يتيح الوصول إلى شاطئ بلدة ديل الساحلية، حيث يمكن لجنود العدو الإنزال بسهولة. كانت القلاع الحجرية مدعومة بخط من أربعة سواتر ترابية، تُعرف باسم Great Turf، وLittle Turf Bulwark، وGreat White Bulwark of Clay، وWalmer Bulwark، وخندق دفاعي وضفة بطول 2.5 ميل (4.0 كم). عُرفت القلاع مجتمعة باسم «قلاع داونز» وكلفت التاج البريطاني ما مجموعه 27,092 جنيهًا إسترلينيًا.
بنيت قلعة وولمر بين أبريل من عام 1539 وخريف عام 1540، ضم الفريق المساهم في البناء ريتشارد بينيز كقائم بالمسح وويليام كليمنت بصفته النجار الرئيس وكريستوفر ديكنسون بصفته البنّاء الرئيس. عسكر فيها بداية نقيب وملازمان وحمّالآن مع عشرة رماة وثلاثة جنود بأجرة سنوية قدرها 174 جنيهًا إسترلينيًا. من المحتمل أن هذه الحامية كانت مجهزة بمجموعة من البنادق المصنوعة من النحاس والحديد الزهر، إلى جانب القربينة والأقواس كأسلحة للدفاع عن قرب. وبيّن تقرير عسكري أن القلعة تحتوي على مدفع، وكاليفر (نسخة محدثة من القربينة) وخمسة مدافع متوسطة ومدافع من نوع ساكير ومنيون وفالكون.

### القرن السابع عشر
أُهملت قلعة وولمر وتدهور حالها في أوائل القرن السابع عشر، وذلك بسبب قلة الأموال المتوفرة للإصلاحات وتلقّي الحامية أجورًا منخفضة، ما دفع بعضهم إلى الإقامة في ديل القريبة بدلًا من قلعة وولمر نفسها، وتولّي وظائف إضافية لدعم دخلهم الضعيف. استولت القوات البرلمانية على قلعة وولمر في بداية الحرب الأهلية الإنجليزية الأولى، بين أنصار الملك تشارلز الأول والبرلمان، لكنها لم تلعب دورًا مهمًا فيما تبقى من الصراع. بعد سنوات قليلة من السلام غير المستقر بعد عام 1645، اندلعت الحرب الأهلية الثانية في عام 1648، هذه المرة مع انضمام أنصار تشارلز الملكيين إلى الحلفاء الأسكتلنديين. كان مقر البحرية البرلمانية في داونز تحت حماية وولمر والقلاع الأخرى التابعة لهنري، ولكن مع حلول شهر مايو كان هناك تمرد ملكي يجري في كِنت.
أُجبر المسؤولون البرلمانيون نائب الأدميرال ويليام باتن على الاستقالة من منصبه كقائد للأسطول في العام السابق، فشجع بدوره الأسطول على الانضمام إلى الفصيل الملكي. دعا السير هنري بالمر، وهو بحار سابق، ومعه عدد من الأعضاء الآخرين من طبقة النبلاء في كِنت، الأسطول إلى الثورة مستفيدين من عدة زملاء من الطاقم في كِنت. وضعت كل من وولمر وديل كاسل الملك في السلطة، بعد وقت قصير من إعلان الحاميات في سانداون ذلك. مع وجود كل من الحصون الساحلية والبحرية تحت سيطرة الملكيين، خشي البرلمان من احتمال إنزال قوات أجنبية على طول الساحل أو إرسال المساعدات إلى الأسكتلنديين.
قمع البرلمان التمرد الأوسع في معركة ميدستون في بداية شهر يونيو، ثم أرسل قوة تحت قيادة العقيد ناثانيال ريتش للتعامل مع وولمر والقلاع الأخرى على طول داونز. كانت قلعة وولمر أول قلعة حوصرت واستسلمت في 12 يوليو. هوجمت ديل في أواخر يوليو، وفي أغسطس بدأت الهجمات المدفعية على سانداون أيضًا، ما أدى إلى استسلام الحصنين المتبقيين. تعرضت قلعة وولمر لأضرار بالغة في أثناء الصراع وقدر ناثينال ريتش المسؤول عن تنفيذ الإصلاحات، أن العمل سيكلف ما لا يقل عن 500 جنيه إسترليني.
أمر البرلمان في عام 1649 بإرسال إمدادات جديدة من الذخيرة والبارود إلى وولمر والقلاع الأخرى في داونز والتي أعيدت إلى حالة جيدة. عسكرت الحامية بشكل أساس في وولمر خلال هذه المدة، وتضمنت حاكم وعريف و20 جنديًا، ولكن عندما أعيد تشارلز الثاني إلى العرش في عام 1660، خفّض الأعداد مرة أخرى إلى نقيب وملازم وحمّال و16 رجل. استولى سكان مدينة ديل خلال الثورة المجيدة ضد شقيق تشارلز، الملك جيمس الثاني في عام 1688، على قلعة وولمر نيابة عن ويليام الثالث، أمير أورانج. ومع حلول نهاية القرن، نُظر إلى القلعة بشكل متزايد من منظور عسكري على أنها قديمة.